# Èze (rzeka we Francji)
Èze – rzeka we Francji, przepływająca przez tereny departamentów Delta Rodanu i Vaucluse, o długości 24,3 km. Stanowi dopływ rzeki Durance.